# Larry Wayne Chaffin
Larry Wayne Chaffin (Saint Louis, 24 maggio 1946 – Saint Louis, 3 dicembre 1985) è stato un militare statunitense, noto per esser stato il protagonista della foto War Is Hell di Horst Faas.

## Biografia
Nato a Saint Louis, nel Missouri, da Marvin Henry Chaffin, soldato statunitense, e Bonnie Lee Gray, si arruolò all'età di 19 anni nell'esercito statunitense ed entrò a far parte della 173ª Brigata Aviotrasportata.
Prestò servizio per un anno durante la guerra del Vietnam. Il 18 giugno 1965, a Phouc Vinh, in Vietnam, fu fotografato dal futuro premio Pulitzer Horst Faas mentre indossava il proprio elmetto personalizzato con la scritta War Is Hell (dall'inglese: La guerra è un inferno). La foto ebbe un enorme successo, poiché accostava il volto innocente di un ragazzo appena diciannovenne al sanguinoso panorama della guerra, anche se per lungo tempo il suo protagonista rimase anonimo.
Chaffin fu congedato ma ebbe grandi difficoltà nel riadattamento alla vita civile e morì a soli 39 anni a causa di alcune non meglio specificate complicazioni dovute al diabete, malattia che si ipotizza possa aver contratto a causa dell'agente arancio.